# Barrett (condado de San Diego)
Para la localidad con el mismo nombre en el condado de Mariposa véase; Barrett (condado de Mariposa, California).
Barrett es un área no incorporada ubicada del condado de San Diego en el estado estadounidense de California. La localidad se encuentra ubicada al sur de la Ruta Estatal de California 94 en la comunidad rural de Alpine.